# ابراهیم غانم
ابراهیم غانم (به عربی: إبراهيم غنيم، آوانگاری: زادهٔ ۱۷ آوریل ۱۹۹۵) یک کشتی‌گیر فرنگی‌کار مصری تبار اهل کشور فرانسه است.
از افتخارات وی می‌توان به کسب مدال طلا قهرمانی کشتی جهان ۲۰۲۳ و مدال نقره قهرمانی کشتی جهان ۲۰۲۴ اشاره کرد.

## فعالیت حرفه‌ای

### قهرمانی کشتی جهان ۲۰۲۳
غانم در وزن ۷۲ کیلوگرم کشتی فرنگی قهرمانی کشتی جهان ۲۰۲۳ بلگراد شرکت کرد، او در این مسابقات استویان کوباتوف از بلغارستان، ابراگیم ماگومادوف از قزاقستان و سلچوک کان از فرانسه را شکست داد و به فینال رسید. وی در فینال روبرت فریتش از مجارستان را شکست داد و مدال طلا را بدست آورد.

### قهرمانی کشتی جهان ۲۰۲۴
غانم در وزن ۷۲ کیلوگرم کشتی فرنگی قهرمانی کشتی جهان ۲۰۲۴ تیرانا شرکت کرد، او در این مسابقات هایک ملیکیان از ارمنستان، عبدالله علیف از ازبکستان و علی ارسلان از صربستان را شکست داد و به فینال رسید. وی در دیدار نهایی به اولوی گانیزاده از آذربایجان باخت و به مدال نقره رسید.